# Coccobius bifasciatus
Coccobius bifasciatus is een vliesvleugelig insect uit de familie Aphelinidae. De wetenschappelijke naam is voor het eerst geldig gepubliceerd in 1938 door Ishii.